# Resolutie 775 Veiligheidsraad Verenigde Naties
Resolutie 775 van de Veiligheidsraad van de Verenigde Naties werd unaniem aangenomen op 28 augustus 1992.

## Achtergrond
In 1960 werden de voormalige kolonies Brits Somaliland en Italiaans Somaliland onafhankelijk, waarna ze werden samengevoegd tot het nieuwe land Somalië. In 1969 greep het leger de macht en werd Somalië een socialistisch-islamitisch land.
In de jaren 1980 leidde het verzet tegen het totalitair geworden regime tot een burgeroorlog en in 1991 viel het centrale regime. Vanaf dan beheersten verschillende groeperingen elke een deel van het land en enkele delen scheurden zich ook af van Somalië.

## Inhoud

### Waarnemingen
De Veiligheidsraad beraadde zich op vraag van Somalië opnieuw over dat land. Men was nog steeds bezorgd over de beschikbaarheid van wapens en munitie en de opkomst van struikroverij. Ook zorgde
de geregelde uitbraak van geweld in sommige delen van Somalië voor veel doden, schade en risico voor buitenlandse hulpverleners. Het conflict zorgde ervoor dat de bevolking te lijden had en de humanitaire situatie ging achteruit. Het leveren van hulpgoederen werd gezien als een belangrijk element om de vrede te herstellen, maar zolang er geen politieke oplossing uit de bus kwam zou er geen echte vooruitgang gemaakt worden.

### Handelingen
De Secretaris-Generaal mocht Somalië indelen in de vier operationele zones die hij zelf had voorgesteld. Ook mocht hij de VN-missie in Somalië versterken en de luchtbrug naar de prioritaire gebieden uitbreiden. De steun van enkele landen aan dat laatste werd verwelkomt en de vraag om humanitaire steun aan de internationale gemeenschap werd herhaald. De Veiligheidsraad riep alle betrokken partijen op om met het geweld te stoppen en een staakt-het-vuren waar te nemen. Ook werd benadrukt dat er strikt moest worden toegezien op het wapenembargo dat aan Somalië was opgelegd middels resolutie 733.

## Verwante resoluties
- Resolutie 751 Veiligheidsraad Verenigde Naties
- Resolutie 767 Veiligheidsraad Verenigde Naties
- Resolutie 794 Veiligheidsraad Verenigde Naties
- Resolutie 814 Veiligheidsraad Verenigde Naties (1993)

Lijst ·  726 ·  727 ·  728 ·  729 ·  730 ·  731 ·  732 ·  733 ·  734 ·  735 ·  736 ·  737 ·  738 ·  739 ·  740 ·  741 ·  742 ·  743 ·  744 ·  745 ·  746 ·  747 ·  748 ·  749 ·  750 ·  751 ·  752 ·  753 ·  754 ·  755 ·  756 ·  757 ·  758 ·  759 ·  760 ·  761 ·  762 ·  763 ·  764 ·  765 ·  766 ·  767 ·  768 ·  769 ·  770 ·  771 ·  772 ·  773 ·  774 ·  775 ·  776 ·  777 ·  778 ·  779 ·  780 ·  781 ·  782 ·  783 ·  784 ·  785 ·  786 ·  787 ·  788 ·  789 ·  790 ·  791 ·  792 ·  793 ·  794 ·  795 ·  796 ·  797 ·  798 ·  799